# Orungã
Orungã é a divindade iorubá dos ventos. É filho de Aganju e Iemanjá.